# Manhattan Company
A Manhattan Company foi um banco e holding de Nova Iorque, estabelecido em 1 de setembro de 1799. A empresa fundiu-se com o Chase National Bank em 1955 para formar o Chase Manhattan Bank. É a mais antiga das instituições predecessoras que terminou por formar o atual JPMorgan Chase & Co.

## História
A Manhattan Company foi formada em 1799 com o pretenso objetivo de fornecer água potável para a Lower Manhattan, região sul da ilha de Manhattan. No entanto, o principal interesse da empresa não estava no fornecimento de água, mas em se tornar parte do setor bancário de Nova Iorque. Naquela época, o setor bancário era monopolizado pelo Banco de Nova Iorque, de Alexander Hamilton e pela filial do Primeiro Banco dos Estados Unidos em Nova Iorque. Após uma epidemia de febre amarela na cidade, Aaron Burr fundou a empresa e obteve com sucesso privilégios bancários por meio de uma cláusula em seu estatuto que lhe foi concedida pelo Estado que lhe permitia usar capital excedente para transações bancárias. A empresa levantou dois milhões de dólares, usou cem mil dólares para a construção de um sistema de abastecimento de água e usou o restante para iniciar o banco. Aparentemente, a empresa fez um péssimo trabalho no fornecimento de água, usando troncos ocos de árvores como tubulação e cavando poços em áreas de grande densidade populacional, onde havia o perigo de esgoto bruto se misturar com a água. Após várias epidemias de cólera, um sistema de água foi finalmente estabelecido com a construção entre 1837 e 1842 do aqueduto de Croton.
Em 17 de abril de 1799, a Manhattan Company nomeou um comitê "para considerar os meios mais adequados de empregar o capital da companhia" e optou por abrir um escritório de descontos e depósitos. O "Banco" da Manhattan Company iniciou suas atividades em 1 de setembro de 1799, em uma casa na 40 Wall Street. Em 1808, a empresa vendeu suas obras de distribuição de água para a municipalidade, embolsando 1,9 milhão de dólares, e passou a atuar apenas no setor bancário. Mesmo assim, identificou-se como uma empresa de água até 1899. A companhia mantinha um Comitê de Água que anualmente assegurava sua confiabilidade, e que nenhuma solicitação de serviço de água havia sido negada. As reuniões eram conduzidas, tendo à mão um jarro de água para garantir a qualidade. Não está claro se alguém nessas reuniões realmente provou a água.
O Banco começou a pagar dividendos em julho de 1800 e, em 1853, a Manhattan Company tornou-se um dos 52 membros originais da New York Clearing House Association. Em 1923, mudou sua sede por um curto período para o Prudence Building e, em 1929, construiu o que foi por algum tempo o edifício mais alto do mundo em 40 Wall Street, no local do Gallatin Bank Building. Uma fusão de 1929 fez de Paul Warburg seu presidente. O Banco se fundiu com o Chase National Bank em 1955 para se tornar o Chase Manhattan. Em 1996, o Chase Manhattan foi adquirido pelo Chemical Bank, que manteve o nome Chase, para formar o que era então a maior holding bancária dos Estados Unidos. Em dezembro de 2000, o banco adquiriu o JP Morgan & Co. para formar o JPMorgan Chase & Co.